# درماتیت
سودا یا اِگزِما (به انگلیسی: Eczema) همچنین پوست‌آماس یا دِرماتیت (به انگلیسی: Dermatitis)، به التهاب یا التهاب پوست گفته می‌شود که می‌تواند منجر به خارش، قرمزی، تورم، پوسته‌ریزی و دیگر نشانه‌ها شود.

## واژه‌شناسی
درم به معنی پوست و itis به معنی التهاب است. مهم‌ترین نوع درماتیت، اگزما (به‌خصوص اگزمای آتوپیک) است. گاهی اگزما و درماتیت، معادل در نظر گرفته می‌شوند. به هر نوع ضایعهٔ پوستی که ماهیت اصلی و اولیهٔ آن واکنش التهابی باشد درماتیت گفته می‌شود.
اگزما از یک واژهٔ یونانی به معنای جوش بالا آمده‌است.
دو واژهٔ درماتیت و اگزما به‌جای همدیگر استفاده می‌شود ولی معمولاً در مواردی که عامل خارجی مسبب التهاب وجود داشته باشد از واژهٔ درماتیت و در مواردی که عامل خارجی وجود نداشته و به اصطلاح بیماری اندوژن باشد از واژهٔ اگزما استفاده می‌شود.

## برخی از انواع درماتیت
- درماتیت آتوپیک (Atopic dermatitis): در کودکان شایع است، به‌نظر می‌رسد که ارثی باشد چرا که تقریباً همیشه سابقهٔ خانوادگی درماتیت یا آسم در این افراد وجود دارد. نشانه‌های این نوع درماتیت عبارت‌اند از: خشکی پوست به همراه خارش، بثورات بر روی صورت، داخل آرنج، پشت زانوها، و بر روی دست‌ها و پاها. خارش پوست موجب قرمزی، ورم، ترک، خروج مایع، کلفتی پوست و پوسته‌اندازی.
- درماتیت تماسی نوعی التهاب پوست است که در صورت تماس مستقیم با مادهٔ محرک خارجی یا ایجادکنندهٔ حساسیت بروز می‌کند؛ تماس مستقیم با بسیاری از محرک‌ها و آلرژن‌ها عامل التهاب است. درماتیت تماسی فقط سطح پوست را تحت تأثیر قرار می‌دهد. بهبود این حساسیت معمولاً روزها و هفته‌ها طول می‌کشد و فقط وقتی به‌طور کامل از بین می‌رود که پوست دیگر به هیچ وجه در تماس با مادهٔ حساسیت‌زا یا محرک قرار نگیرد. درماتیت تماسی معمولاً نقاط خارش‌داری را برجا می‌گذارد که سطح وسیعی را درگیر می‌کند و حالت سوختگی ایجاد می‌شود. در این حالت، سطحی که بیشتر با مادهٔ محرک در تماس بوده، بیشتر درگیر می‌شود. درماتیت تماسی بسته به علت ایجادکنندهٔ آن به دو دسته تقسیم می‌شود: درماتیت تماسی تحریکی و درماتیت تماسی آلرژیک
- درماتیت تماسی تحریکی (Irritant contact dermatitis): تماس مکرر با آب، مواد شوینده، حلال‌ها و مواد شیمیایی، و هر گونه اصطکاک پوست می‌تواند موجب این گونه درماتیت شود. در این عارضه پوست قرمز شده و خارش‌دار است. درماتیت تماسی تحریکی شایع‌ترین نوع درماتیت است و حدود ۸۰ درصد درماتیت‌ها را شامل می‌شود. این نوع درماتیت از تماس مکرر پوست با موادی مثل صابون، لوازم آرایشی یا دئودورانت‌ها ایجاد می‌شود. تماس با این مواد باعث ایجاد قرمزی، خشکی و خارش در پوست می‌شود که معمولاً کف دست‌ها هستند که پس از استفاده باعث ایجاد درماتیت تماسی تحریکی می‌شوند، چون این مواد چربی و موانع محافظت‌کننده را از سطح پوست حذف می‌کنند. علائم آن بیشتر شامل قرمزی، خارش، پوسته‌پوسته شدن، تورم، تاول، خشکی، فلسی شدن، ضخیم شدن و احساس حرارت در نقطهٔ تماس می‌شود. در موارد شدیدتر، تاول‌های شدید و زخم‌های باز ایجاد می‌شود. بیشتر افرادی که با آب در تماسند، مانند آرایشگرها و تولیدکنندگان مواد غذایی، بیشتر به این نوع درماتیت مبتلا می‌شوند.
- درماتیت تماسی آلرژیک (Allergic contact dermatitis): به‌علت تماس پوست بدن با موادی است که اکثر مردم نسبت به آن واکنش نشان نمی‌دهند مانند صابون، مواد الکلی، نیکل، عطر، لاستیک، رنگ مو یا کاندوم. در این عارضه پوست قرمز شده و به همراه خارش و سوزش است. برای تشخیص عامل تست پچ لازم است. درماتیت تماسی آلرژیک نوعی درماتیت است که از واکنش نسبت به مواد آلرژن ایجاد می‌شود و در نهایت در بدن واکنش ایمنی ایجاد می‌کند و باعث التهاب پوست می‌شود. انواع مختلف داروها، آفت‌کش‌ها، لوازم آرایشی، افزودنی‌های غذایی، مواد شیمیایی تجاری، مواد پلاستیکی، لاتکس، سیمان و تمام موادی که به نوعی باعث بروز حساسیت می‌شوند، می‌توانند باعث بروز این نوع درماتیت شوند. بعضی از افراد حتی به نیکل موجود در انواع جواهرات حساسیت دارند.
این نوع درماتیت به ناحیه‌ای از پوست محدود می‌شود که در تماس با آلرژن قرار می‌گیرد؛ مانند دست و صورت. در واقع، چند سال طول می‌کشد تا آلرژی ایجاد شود و زمانی که این حساسیت ایجاد شود، تا آخر عمر در فرد باقی می‌ماند و کوچک‌ترین تماس با مادهٔ آلرژن می‌تواند باعث بازگشت حساسیت پوستی شود. علائم آن از خفیف تا شدید متغیر و مثل درماتیت تماسی تحریکی است. تشخیص آن هم از طریق آزمایش انجام می‌شود.
- خشکی پوست
- درماتیت نومولار (Nummular dermatitis): که در بعضی منابع دیسکی شکل یا سکه‌ای نیز نامیده‌اند. نقاط آسیب دیده می‌تواند پوسته دار، دارای مرز و خارش دار باشند و به شکل تکه‌های تحریک پذیر برای چند ماه باقی بمانند.
- درماتیت سبورئیک (Seborrhoeic dermatitis) و شوره سر: درماتیت سبورئیک با توجه به تحریک ناشی از مواد سمی تولید شده توسط مخمر مالاسزیا (Malassezia) بروز می‌کند؛ که این گونه مخمر بر روی پوست سر و صورت زندگی می‌کنند و گاهی به جاهای دیگر هم سرایت می‌کنند. این عارضه با قرمزی و پوسته ریزی و خارش مشخص می‌شود. در مورد شوره سر لازم است ذکر شود که پوسته ریزی سر بدون سرخی بروز می‌کند.
- درماتیت عصبی (Neurodermatitis): تکه‌های فلس دار بر روی سر، پایین پاها، مچ، یا ساعدها ایجاد می‌شود.
- درماتیت عفونی: به نظر می‌رسد تحت تأثیر عفونت باکتریایی زرد زخم (impetigo) یا عفونت‌های قارچی باشد.
- درماتیت سبوره‌ای (تورم و قرمزی پوست سر و صورت همراه با شورهٔ زیاد)
- درماتیت نومولار
- درماتیت اکسفولیاتیوژنرالیزه (اریترودرمی) (تورم و قرمزی شدید پوستِ سرتاسر بدن همراه با پوسته‌ریزی)
- درماتیت ناشی از استاز (ماندن خون در رگ‌ها)
- درماتیت موضعی ناشی از خاراندن
- درماتیت دور دهانی (درماتیت پری‌اورال)
- پومفولیکس (Pompholyx)

## شدت و طول بیماری
براساس شدت و دورهٔ بیماری ضایعات التهابی اگزمایی را به سه گروه اصلی می‌توان تقسیم نمود.
الف. التهاب اگزمایی حاد؛ این نوع التهاب با ضایعات قرمز روشن و متورم همراه با دانه‌های آبدار و با خارش شدید مشخص می‌شود. خاراندن باعث ایجاد خارش، ترشح سرم از دانه‌ها، تشکیل دلمه و افزایش احتمال عفونت ثانویه می‌شود. شروع و استقرار بیماری از چند ساعت تا ۲ الی ۳ روز زمان برده و در صورت عارضه‌دار نشدن چند روز تا چند هفته تداوم یافته و سپس برطرف می‌شود. انواع بیماری‌های اگزمایی که با این مشخصات ظاهر می‌شوند عبارت است از: درماتیت تماسی، اگزمای سکه‌ای، پمفولیکس، عفونت‌های قارچی.
ب. التهاب اگزمایی تحت حاد؛ این حالت با ضایعات پوسته‌دار قرمز با خراش و نمای فلسی شکل پوست و با خارش خفیف تا متوسط و بدون دانه‌های آبدار مشخص می‌شود. بیماری‌های درماتیت آتوپیک، درماتیت کهنه بچه، اگزمای دور دهان، اگزمای نوک پستان مادران شیرده و … با این نوع التهاب ظاهر می‌شود.
ج. التهاب اگزمایی مزمن؛ این حالت با افزایش ضخامت پوست، تشدید خطوط پوستی، خراش و ترک‌های پوستی و خارش متوسط تا شدید مشخص می‌شود. بیماری‌هایی که می‌توانند با این حالت تظاهر کنند عبارتند از: پای خشک و ترکدار، اگزمای نوک انگشتان تایپیست‌ها.

## تشخیص اگزما
قرمز-قهوه‌ای شدن سطح پوست: اگزما و پسوریازیس هر دو باعث ایجاد قسمت‌های قرمز روی پوست می‌شوند؛ با این‌حال، اگزما قسمت‌های قرمزی دارد که همچنین به قهوه‌ای یا خاکستری متمایل است. پوست همچنین ممکن است در تاول‌های کوچکی که از مایع پرشده، پوشانده شده باشد.
- قسمت‌های قرمزپوست ممکن است به شکل دانه‌دانه شود.
- پوست آسیب‌دیده ممکن است ضخیم باشد.
- رنگ آن ممکن است بسته به نوع اگزما، این‌که چه مدت روی بدن بوده یا چقدر جدی است، تیره‌تر یا روشن باشد.[۱۳]

خشکی پوست: اگزما اغلب باعث خشکی پوست می‌شود. پوست شما ممکن است وقتی‌که آن را می‌خارانید، پوسته‌پوسته شود. در موارد شدید، پوست ممکن است به علت خشکی ترک بخورد.
- پوست ترک‌خورده ممکن است عفونت کند و چرکی شود.

محل وقوع اگزما: اگزما اغلب روی دست، مچ، پا، مچ پا، قفسهٔ سینه، پلک و گونه تشکیل می‌شود. همچنین ممکن است روی قسمت‌هایی از بدن اتفاق بیفتد که بیشتر خم می‌شوند، مثل قسمت داخلی آرنج یا زانو.
- در کودکان، اگزما ممکن است روی صورت یا پوست سر اتفاق بیفتد. همچنین ممکن است روی پای کودکان جایی که پوشک می‌بندند اتفاق بیفتد.[نیازمند منبع]

## درمان
- اولین قدم درمان این است که پوست دیگر در تماس با مادهٔ حساسیت‌زا یا محرک قرار نگیرد. آنتی‌هیستامین‌ها و کورتیکواستروئیدها در درمان التهاب و رفع علائم بسیار مفیدند.[۱۶]
- استفاده از لباس‌های نخی و جلوگیری از خشکی پوست از راه‌های درمان اگزما می‌باشد.[۱۷]
- برای کم‌کردن التهاب آن باید از خاراندن و مالش آن خودداری نمود.[۱۸]
- دوری از گرما و تعرق زیاد نیز در جلوگیری از ازدیاد آن مؤثر است.[۱۹]

## پیشگیری
سعی در پوشیدن لباس‌های نخی شود و از تماس پوست با محرک‌ها خودداری شود. محرک‌هایی مانند بنزین، مواد شوینده، لوسیون‌های بدن. از مرطوب‌کننده برای نرم کردن پوست استفاده شود زیرا این مواد باعث جلوگیری از حساسیت‌های پوستی می‌شود. از گرمای زیاد و عرق کردن دوری شود زیرا تعرق باعث تحریک پوست و خارش آن می‌شود.

## نگارخانه

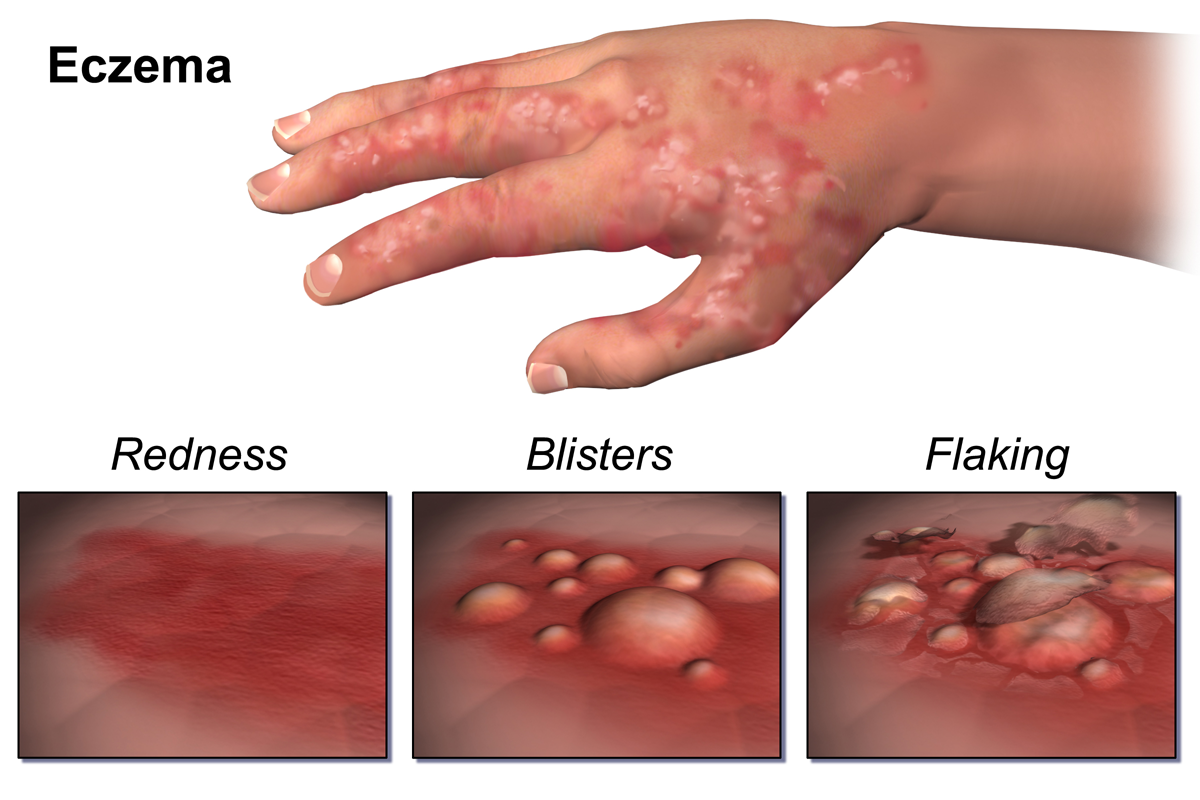
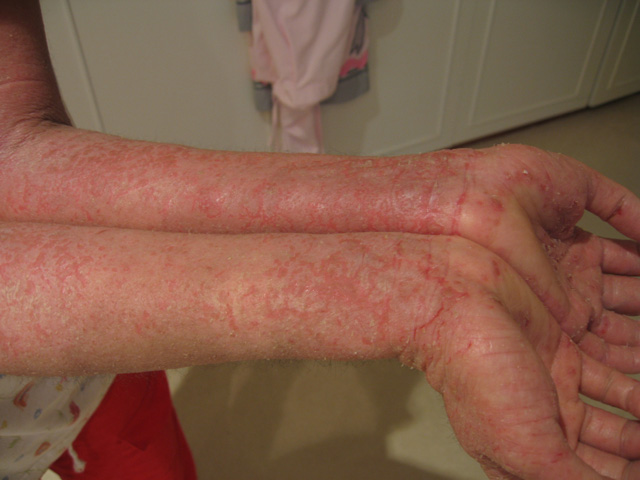
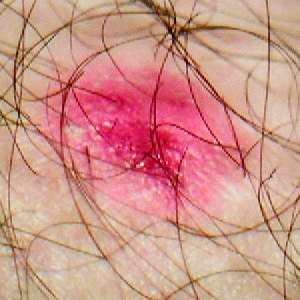
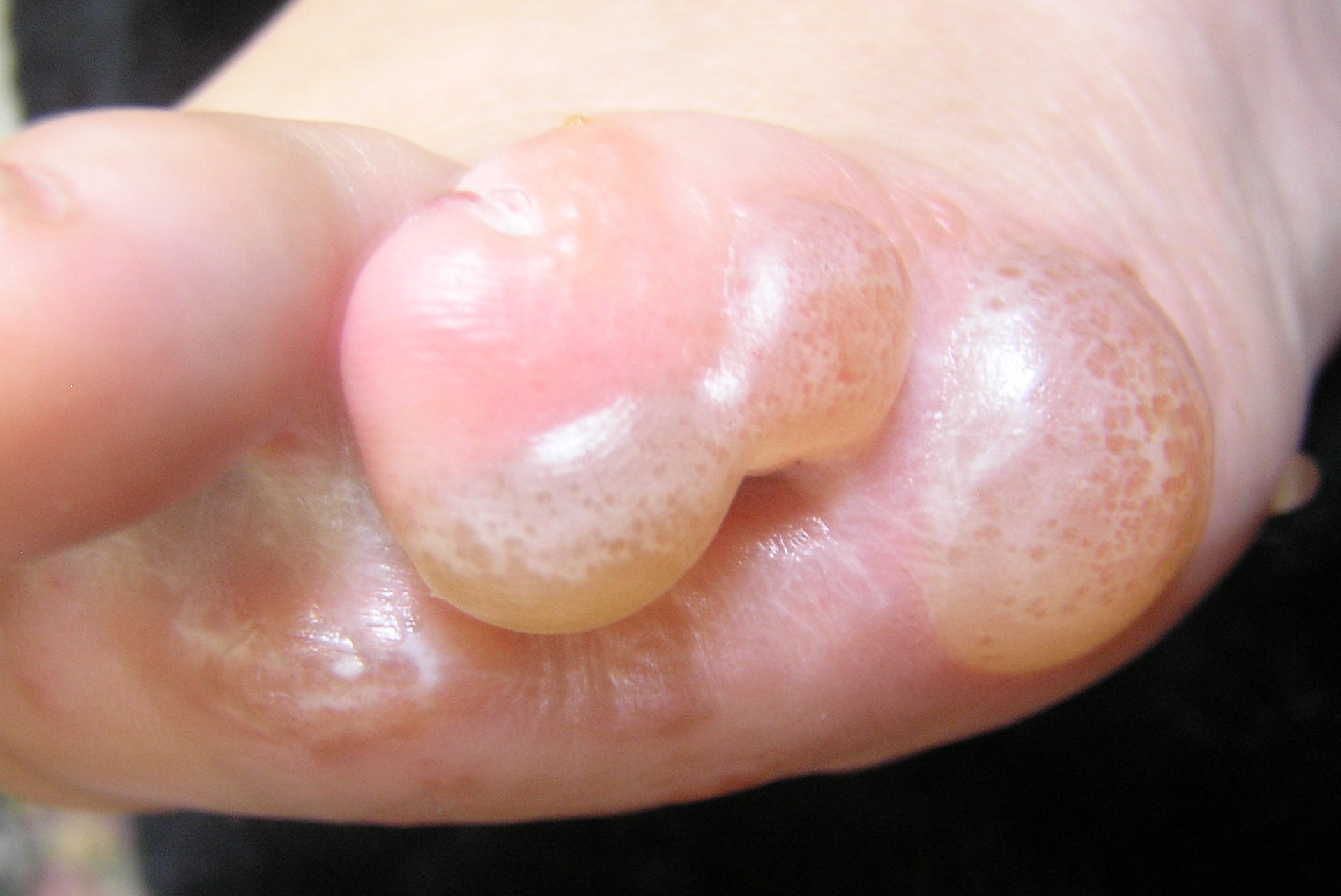